# Tarjeta de identificación consular
La tarjeta de identificación consular (TIC o tarjeta IC), también conocido como matrícula consular, tarjeta consular, y tarjeta CID (Inglés: consular identification card, CID card), es emitida por algunos gobiernos a sus ciudadanos que viven en países extranjeros. Pueden ser utilizados, por ejemplo, por una embajada para permitir que sus ciudadanos voten en un país extranjero. Algunas jurisdicciones los aceptan para algunos fines de identificación. No son certificaciones de residencia legal dentro de países extranjeros, por lo que los titulares de tarjetas IC podrían ser extranjeros legales o ilegales.

## Uso en los Estados Unidos
El uso de tarjetas de identificación consular es controvertido dentro de los Estados Unidos, como un aspecto de las controversias sobre la inmigración ilegal.
La emisión de documentos de viaje y pasaportes son algunas de las funciones que realizan las oficinas consulares para sus ciudadanos. Según el Departamento de Estado de los Estados Unidos, "la emisión de tarjetas CID cae dentro del alcance general de las funciones consulares permitidas". La Convención de Viena sobre Relaciones Consulares de 1963 definió las actividades permitidas para las oficinas consulares, como el registro de sus ciudadanos en países extranjeros.
Algunas jurisdicciones y empresas los aceptan con fines de identificación.
La Comisión del 11-S recomendó que EE. UU. estableciera estándares para las fuentes de identificación; sin embargo, los documentos necesarios para adquirir tarjetas IC varían de un país a otro, como se indica a continuación en el cuadro.
En noviembre de 2004, el Congreso de los Estados Unidos restableció la financiación para que el Departamento del Tesoro de los Estados Unidos implementara regulaciones que permitieran a las instituciones financieras aceptar tarjetas CID para operaciones bancarias (HR 4818/PL 108-447).
Un informe de 2004 preparado para el Congreso de los Estados Unidos por el Servicio de Investigación del Congreso (CRS) reconoce la controversia sobre el uso de las tarjetas CID. Afirma que los partidarios de las tarjetas de identificación consular argumentan que son importantes en América post 11-S para mejorar la seguridad y sacar a la luz las transacciones donde puedan ser monitoreadas más, así como para mejorar las relaciones bilaterales al notificar a los consulados cuando se detiene a ciudadanos extranjeros. Otros dicen que la aceptación de la CID por parte de las instituciones estadounidenses es inapropiada ya que facilita la estancia ilegal dentro de los Estados Unidos de extranjeros indocumentados y que las tarjetas sólo las necesitan "los extranjeros que se encuentran ilegalmente en los Estados Unidos y sirven para socavar la política de inmigración de los Estados Unidos". Dicen que, en el mejor de los casos, se necesita una mejor regulación de estas tarjetas para "reforzar la política de inmigración y defenderse contra el terrorismo". Se acusa a los gobiernos extranjeros de "expedir tarjetas de identificación consulares en los Estados Unidos con fines distintos a los previstos en la Convención de Viena sobre Relaciones Consulares, es decir, eludir la ley de inmigración estadounidense, y que la emisión de las tarjetas debería estar sujeta a la regulación estadounidense".
En 2005, la Ley REAL ID se convirtió en ley que exige que los solicitantes de licencias de conducir estén "presentes legalmente en los Estados Unidos" y que "un pasaporte oficial es el único documento de identidad extranjero aceptable".
El Consulado Argentino en Los Ángeles anuncia los beneficios de sus tarjetas IC en los Estados Unidos para los ciudadanos argentinos como un medio para evitar la deportación, abordar aviones y obtener acceso a bancos, crédito, bibliotecas, programas municipales y funerales.
El gobierno de los Estados Unidos no emite tarjetas IC. Recientemente ha comenzado a emitir la tarjeta de pasaporte de los Estados Unidos a ciudadanos estadounidenses para viajes terrestres y marítimos hacia y desde Canadá, México, el Caribe, y las Bermudas, así como para viajes aéreos nacionales dentro de los Estados Unidos, pero no para viajes aéreos internacionales.

## Tarjetas consulares por país
| País                 | Nombre del País Emisor de Su Tarjeta IC                | Documentos de Solicitud Requeridos | Costo  | Fecha de Inicio      | Referencia                                            |
| -------------------- | ------------------------------------------------------ | --- | ------ | -------------------- | ----------------------------------------------------- |
| Argentina            | Matrícula Consular                                     | • Documento Nacional de Identidad (DNI) con domicilio vigente en la jurisdicción del Consulado • 1 fotografía, tamaño 4 cm x 4 cm, de frente, fondo blanco • 1 fotografía adicional si tramita el certificado de matrícula, caso en el que deberá abonar también el arancel de USD 10. El Consulado no acepta pagos en efectivo. • Completar formulario en línea • Aplicar en persona | $10    |                      | [ 8 ]                                                 |
| Bolivia              |                                                        | |        |                      | [ 9 ]                                                 |
| Brasil               | Matrícula Consular                                     | • Copia notariada de las primeras 2 páginas de pasaporte brasileño válido • Aplicar en persona o por correo | Gratis |                      | [ 10 ]                                                |
| Colombia             | cédula de ciudadanía (citizen ID)                      | • DNI colombiana original (vencida o vigente) o certificado de nacimiento original • Documento que muestra el tipo de sangre • Aplicar en persona • Identificación temporal en 30 minutos, identificación real en un año | Gratis | 1853                 | [ 10 ]                                                |
| República Dominicana | localizador archivo                                    | • Pasaporte dominicano o cédula nacional vigente • Lista el mismo día | $12    |                      | [ 10 ]                                                |
| Ecuador              | consular ID                                            | • Pasaporte ecuatoriano o cédula nacional • Comprobante de domicilio en EE. UU. • Lista el mismo día | $5     |                      | [ 10 ]                                                |
| Francia              | Registre des Français établis hors de France           | - Pasaporte francés válido o documento nacional de identidad - Identificación fotográfica - Comprobante de domicilio en el extranjero | Gratis |                      |                                                       |
| Guatemala            | Tarjeta de Identificación Consular Guatemalteca (TICG) | • Pasaporte guatemalteco vigente • (Para obtener pasaporte presentar original + 2 copias de certificado de nacimiento + identificación con fotografía + tarifa de $65) • Lista en 2 días | $30    | 15 de agosto de 2002 | [ 2 ]                                                 |
| Guinea               | consular ID                                            | • Fotocopia del pasaporte guineano vigente o tarjeta de identidad nacional, o acta de nacimiento + identificación con foto • Lista al día siguiente | $25    |                      | [ 10 ]                                                |
| Malí                 | carte d'identité consulaire                            | Pasaporte maliense o documento nacional de identidad | $18    |                      | [ 10 ]                                                |
| México               | Matrícula Consular de Alta Seguridad (MCAS)            | Primera vez: • Acta de nacimiento: original • Identificación con foto de México: original • Comprobante de domicilio en EE. UU. • Lista el mismo día | US $27 | 1871                 | Archivado el 11 de agosto de 2021 en Wayback Machine. |
| Nigeria              | citizen's certificate                                  | • Fotocopia del pasaporte nigeriano o documento nacional de identidad | $25    |                      | [ 10 ]                                                |
| Pakistán             | national identity card for overseas Pakistanis (NICOP) | • Copias notariadas de: las primeras 4 páginas del pasaporte pakistaní; visa u otro documento que demuestre estancia legal en los Estados Unidos; y Nacional Tarjeta de Identificación o Bay-Form • Comprobante de domicilio en los Estados Unidos y Pakistán | $15    |                      | [ 10 ]                                                |
| Perú                 | tarjeta consular                                       | • Documento Nacional de Identidad vigente y pasaporte peruano • Comprobante de residencia en los Estados Unidos | $2     |                      | [ 10 ]                                                |
| Senegal              | consular ID                                            | • Identificación senegalesa, como pasaporte o documento nacional de identidad • Lista en 1 mes | $4     |                      | [ 10 ]                                                |
| Túnez                | بطاقة ترسيم                                            | | $7     |                      |                                                       |